# シリーズ (作品)
シリーズ（series）とは、一定の共通点のある作品群や連作。典型的には、題名に共通の語句を含み、設定・登場人物・テーマなどの構成要素が共通である。ただし、あまりに共通点が少ないと、シリーズかそうでないかで意見の一致を見ないこともある。
通常、開始時にはシリーズ化することが決まっておらず、第1作のヒットを受けてシリーズ化が決定される。あるいは、シリーズ化の構想があっても、ヒットしなければシリーズ化はされない。いつ、何作目でシリーズが終わるのかも、決まっていないことが多い。
また、日本では「作品群」の「それぞれの作品」を比較する際に、「どのシリーズが好き？」みたいに「シリーズを構成する単体作品」を指す時に使うような誤用がしばしば見られる。

## 国による語法の違い
映画や書籍に関しては、英語でも「シリーズ」と言うことがあるが、テレビ番組に関しては、このような「シリーズ」の用法は日本語特有のものである。北米・オーストラリアでシリーズと言えば、定期的に放送されるテレビ番組の1作品を、イギリスでシリーズといえばシーズン（1年間に放送される分）を意味する。
日本語で言うシリーズに近い用語には、フランチャイズ（franchise）がある。これはキャラクターや世界観のフランチャイズ（使用権許諾）という意味で、作者や制作会社が同じであっても「作品から作品へのフランチャイズ」という比喩的な意味で使われる。ただし、この語は多義的で、メディアフランチャイズ（日本のメディアミックスにあたる）や、テレビ番組の各国版（翻訳ではなく、現地国で別個に制作するもの、番組フォーマットを使った番組販売）を含む場合がある。
メタシリーズ (metaseries) は、「シリーズ（ここでは北米での意味）のシリーズ」という意味で、主に日本アニメの、メディアミックスやパラレルワールド作品を含んだ大きなシリーズを指す。

## シリーズの特徴

### 作者
知的所有権の問題もあり、通常は同じ作者によって作られる。
例外的に、死去、健康不良、多忙などで、前作の作者（またはその遺族）の許諾のもと、他の作者が引き継ぐことがある。その場合、前作の作者が「原案」などの名義でクレジットされたり、作者が連名になったりすることもある。
映画・テレビドラマ・アニメ・ゲームなど多数のスタッフがかかわる作品では、著作権は制作会社が所有しているため制作会社は通常同一だが、個々のスタッフが同一とは限らない。主要スタッフが完全に同一であることも、ほとんどが入れ替わることもあるが、同じ会社で制作する以上、少なくとも部分的には共通であることが多い。前作の1スタッフが監督に抜擢されたり、監督が一線を退いて製作総指揮などになることもある。

### 設定・世界・宇宙
シリーズは基本的に同一の世界観であるパターン（『マリオシリーズ』『ソニックシリーズ』など）と作品ごとに世界観が異なるパターン（『スーパー戦隊シリーズ』『ファイナルファンタジーシリーズ』など）のどちらかになるが、シリーズ初期は同一の世界観でシリーズの途中で別々の世界観になるパターン（『仮面ライダーシリーズ』など）、作品によって他の同シリーズの作品と世界観を共有していたり他の同シリーズの作品と関連性がなかったりするパターン（『ドラゴンクエストシリーズ』や『女神転生』など）がある。
一見別世界に見えても、前作の過去や未来、同じ世界や宇宙の別の場所という設定になっていることもある。ときには、設定を深く考えると同じ世界と考えることは難しくても、特別出演的な形で、前作と繋がっていると明かされることもある。
同一世界観の場合
当初はシリーズ化を想定していなかった場合などは、話を続けるのに都合の悪い設定が修正されたりする。
他メディアへの翻案やメディアミックスで、設定が変更されることは少なくない。ときに設定変更は他メディアへ伝播し、同じメディアの前作と設定が異なる続編が作られることもある。
登場人物・役者
多くの場合、主要登場人物は同一で、実写作品やアニメ・ゲームでは同じ俳優・声優が演じる。役者のスケジュールが押さえられなかったり、死去・引退していたときは、その登場人物の登場自体がなくなることもある。
作中世界と現実世界の経過時間が一致していない場合は、年齢の問題が起こる。作中で現実より長い時間が経過していたときは、役者を特殊メイクで老けさせたりするが、その逆は技術的に困難である。また子役の場合は、どちら向きにも年齢をごまかすことは難しい。
作中時間が1世代以上違うときは、前作の登場人物の子や子孫、親や先祖が登場し、前作の役者が演じることがある。
前作の脇役の1人を主人公とした作品はスピンオフと呼ばれる。前作のほかの登場人物は、登場しなかったり、カメオ的な端役にすぎなかったりする。前作の登場人物が登場しないのは、実写作品では役者の出演料、アニメや漫画ではキャラクターの著作権や商標権といった理由も大きい。
異なる世界観の場合
人気のあった作品のパラレルワールドを舞台とした一連の作品もシリーズ作品として含まれる場合もある。
登場人物・役者
当然ながら登場人物は作品ごとに異なるが他の同シリーズの作品の登場人物と共通点がある事はよくある事である（『スーパー戦隊シリーズ』『仮面ライダーシリーズ』など）。
作品によっては他の同シリーズの作品の登場人物と同じ姿をした登場人物（役者も同一）がいる場合もある（『暴太郎戦隊ドンブラザーズ』など）。

### 媒体
シリーズの中でメディアが変わることは多くはない。正式な続編よりは、外伝やスピンオフなどでよく見られる。
メディアミックスは、通常、同じストーリーが別メディアに翻案されており、このようなものはシリーズとはみなされない。しかし中には、別メディアの作品が前編と続編、正伝と外伝などの関係になっていて、シリーズとみなせる場合もある。

### 同ジャンル作品の放映枠として
日本のテレビ番組において、意外に多いのは、同一会社による同ジャンルのドラマやアニメーションの放映枠としてのシリーズである。こういう場合は、製作会社以外は作品的には同一フォーマットを踏襲しているだけであり、ここまで述べられた点は全く踏襲せず、作品間においても特番や映画で一時的にクロスオーバーを果たす他に本編では全く作品間の繋がりについて語られないといった次第である。この場合、シリーズ作品であってもタイトルの一部が同じか「○○シリーズ」の後にタイトルが続くという事になる。

## 必ずしもシリーズではないもの
- リメイク
- 翻案（映画化、小説化、漫画化、アニメ化、テレビドラマ化、舞台化、テレビゲーム化など）
- 二次創作、ファンフィクション、オマージュ、パロディなど、権利者から許諾を得ていない（あるいは、執筆の許諾は得ていても続編・外伝として認定されていない）もの
- 分冊

ただし、通常の意味でのシリーズが巨大な場合、リメイクや翻案もシリーズ中の1作として扱われることがある。

## 作品数による呼称
- 二部作（デュオロジー duology）
- 三部作（トリロジー trilogy）
- 四部作（テトラロジー tetralogy）
- 五部作（ペンタロジー pentalogy）
- 六部作（ヘキサロジー hexalogy）
- 七部作（ヘプタロジー heptalogy）
- 八部作（オクトロジー octology）
- 九部作（ノノロジー nonology）
- 十部作（デコロジー decology）

## 一部の作品
一部の作品は一つの作品であっても各編によってストーリーや主人公を含めた登場人物が大きく異なっており一つの作品というよりは一つのシリーズに近い作品もある。代表的な例でいえば『ジョジョの奇妙な冒険』や『ポケットモンスターSPECIAL』がある。

## シリーズ作品一覧（50音順）

### 文芸
- 悪霊シリーズ
- アシモフのロボットシリーズ
- 安積班シリーズ
- 宇宙一の無責任男シリーズ
- 宇宙英雄ペリー・ローダン
- 宇宙の旅シリーズ
- ウルフガイシリーズ
- おちゃめなふたごシリーズ
- 火星シリーズ
- キャプテン・フューチャー
- 銀河英雄伝説
- 銀河ヒッチハイク・ガイド
- グイン・サーガ
- クトゥルフ神話
- ゲド戦記
- 航空宇宙軍史シリーズ
- サイコダイバー・シリーズ
- 司政官シリーズ
- 戯言シリーズ
- 新本格魔法少女りすかシリーズ
- 涼宮ハルヒシリーズ
- シャーロック・ホームズシリーズ
- 星界シリーズ
- 世界シリーズ
- ナルニア国物語
- ノウンスペースシリーズ
- ハリー・ポッターシリーズ
- ファウンデーションシリーズ
- 冒険シリーズ
- マロリータワーズ学園シリーズ
- 三毛猫ホームズシリーズ
- みのりちゃんシリーズ
- 〈物語〉シリーズ
- 未来史
- 指輪物語
- ルーンの子供たち
- レインボーシックスシリーズ
- レンズマンシリーズ
- ワーストウイッチシリーズ

### 漫画
- SDガンダムシリーズ
- 学習まんが 人間のからだシリーズ
- 記憶鮮明シリーズ
- 戦場まんがシリーズ
- タックル猛牛シリーズ
- 智美と徹シリーズ
- 人魚シリーズ
- 羽根くんシリーズ
- 美少女戦士セーラームーンシリーズ
- フラワー=デストロイヤーシリーズ
- ぼくらの推理ノートシリーズ
- 魍魎戦記MADARAシリーズ
- わたなべまさこ名作集

### 実写映像
- ウルトラシリーズ (註※ ウルトラマンを含むシリーズ作品のこと)
- おだまりコンビシリーズ
- 女陰陽師シリーズ
- ガメラシリーズ
- 仮面ライダーシリーズ
- ケータイ刑事 銭形シリーズ
- ケンちゃんシリーズ
- 国際秘密警察シリーズ
- 告発弁護士シリーズ
- ゴジラシリーズ
- 西遊記シリーズ
- 少年ドラマシリーズ
- スーパー戦隊シリーズ
- スター・ウォーズシリーズ
- スターゲイト
- スタートレック
- 007
- 超星神シリーズ
- 円谷ヒーローシリーズ
  - 恐竜シリーズ
- 東映不思議コメディーシリーズ
- バロンシリーズ
- 阪急ドラマシリーズ
- 必殺シリーズ
- びんびんシリーズ
- ボクたちのドラマシリーズ
- メタルヒーローシリーズ
  - 宇宙刑事シリーズ
  - レスキューポリスシリーズ
- ライオン丸シリーズ

### アニメ
- エルドランシリーズ
- おジャ魔女どれみシリーズ
- ガンダムシリーズ一覧
- くりいむレモンシリーズ
- ゲッターロボシリーズ
- J9シリーズ
- 世界名作劇場
- ゾイドシリーズ
- タイムボカンシリーズ
- 超時空シリーズ
- トランスフォーマーシリーズ
- 長浜ロマンロボシリーズ
- 2文字アルファベットシリーズ
- バーチャル3部作
- ハローキティ りんごの森シリーズ
- ぴえろ魔法少女シリーズ
- ふしぎ星の☆ふたご姫シリーズ
- プリキュアシリーズ
- マグネロボシリーズ
- マクロスシリーズ
- マジンガーシリーズ
- マシンロボシリーズ
- 勇者シリーズ

### コンピュータゲーム
- アトリエシリーズ
- アンジェリークシリーズ
- EA Sports FCシリーズ
- イナズマイレブンシリーズ
- ヴァルキリープロファイルシリーズ
- ヴァンパイアシリーズ
- エアガイツシリーズ
- エアフォースデルタシリーズ
- エアロダンシングシリーズ
- エイジ オブ エンパイア シリーズ
- エースコンバットシリーズ
- エストポリス伝記シリーズ
- エナジーエアフォースシリーズ
- F-ZEROシリーズ
- 餓狼伝説シリーズ
- カーマゲドンシリーズ
- 怪盗スライ・クーパーシリーズ
- ガングリフォンシリーズ
- がんばれゴエモンシリーズ
- 機甲武装Gブレイカーシリーズ
- 機甲兵団 J-PHOENIXシリーズ
- GUILTY GEARシリーズ
- 逆転検事シリーズ
- 逆転裁判シリーズ
- クラッシュ・バンディクーシリーズ
- グランディアシリーズ
- グランド・セフト・オートシリーズ
- クロノシリーズ
- クロックタワーシリーズ
- グローランサーシリーズ
- 月華の剣士シリーズ
- ゴーストリコンシリーズ
- 五月倶楽部シリーズ
- コンパチヒーローシリーズ
- サイキックフォースシリーズ
- サイドワインダーシリーズ
- サイレントヒルシリーズ
- サガシリーズ
- ザ・キング・オブ・ファイターズシリーズ
- サクラ大戦シリーズ
- ザ・ハウス・オブ・ザ・デッドシリーズ
- サムライスピリッツシリーズ
- サモンナイトシリーズ
- ザ・ランブルフィッシュシリーズ
- ジャスティス学園シリーズ
- ジャック×ダクスターシリーズ
- 真・三國無双シリーズ
- スーパーロボット大戦シリーズ
- すごろクエストシリーズ
- スターオーシャンシリーズ
- スターフォックスシリーズ
- ストリートファイターシリーズ
- スパイロ・ザ・ドラゴンシリーズ
- SIMPLEシリーズ
- 聖剣伝説シリーズ
- 世界樹の迷宮シリーズ
- ゼルダの伝説シリーズ
- 戦場のヴァルキュリアシリーズ
- 零シリーズ
- ソウルエッジシリーズ
- ソニックシリーズ
- D.C. 〜ダ・カーポ〜シリーズ
- デジタルモンスターシリーズ
- 鉄拳シリーズ
- デッド オア アライブ シリーズ
- 電脳戦機バーチャロンシリーズ
- 東京魔人學園伝奇シリーズ
- 闘神伝シリーズ
- トゥルー・ラブストーリーシリーズ
- DOOMシリーズ
- ドラッグ オン ドラグーン シリーズ
- ドラゴンクエストシリーズ
- ネオロマンスシリーズ
- 信長の野望シリーズ
- VS.シリーズ
- バーチャファイターシリーズ
- バイオハザードシリーズ
- ファイアーエムブレムシリーズ
- ファイティングバイパーズシリーズ
- ファイナルファンタジーシリーズ
- ファイナルファイトシリーズ
- ブシドーブレードシリーズ
- ブラッディロアシリーズ
- フロントミッションシリーズ
- ブレイブリーシリーズ
- ペルソナシリーズ
- 星のカービィシリーズ
- ポケットモンスターシリーズ
- ポスタルシリーズ
- ボンバーマンシリーズ
- MOTHERシリーズ
- マリオシリーズ
- メトロイドシリーズ
- Memories Offシリーズ
- 女神転生シリーズ
- 桃太郎電鉄シリーズ
- ラチェット&クランクシリーズ
- 龍が如くシリーズ
- 龍虎の拳シリーズ
- レインボーシックスシリーズ
- ロックマンシリーズ
- ロックマンエグゼシリーズ
- ロックマンXシリーズ

### WEB
- 3歳シリーズ

### 音楽
- ニーベルングの指環
- プッチーニの三部作

### 美術
- 聖マタイ三部作
- ルーアン大聖堂（クロード・モネ）
- 一連の『睡蓮』（モネ）
- ひまわり（フィンセント・ファン・ゴッホ）
- サント・ビクトワール山（ポール・セザンヌ）
- 東海道五十三次（歌川広重）
- 鮭（高橋由一）
- LUNA（玉本奈々）
- 智・感・情（黒田清輝）
- 一連の麗子像（岸田劉生）
- TOKIJIKU（非時）（野田弘志）
- The - （野田弘志）